# أدريانا روسو
أدريانا روسو (بالإيطالية: Adriana Russo)‏ هي مغنية وممثلة إيطالية، ولدت في 4 فبراير 1954 بروما في إيطاليا.

## وصلات خارجية
- أدريانا روسو على موقع IMDb (الإنجليزية)
- أدريانا روسو على موقع ألو سيني (الفرنسية)
- أدريانا روسو على موقع أول موفي (الإنجليزية)
- أدريانا روسو على موقع ديسكوغز (الإنجليزية)
- أدريانا روسو على موقع قاعدة بيانات الفيلم (الإنجليزية)
- أدريانا روسو على موقع كينوبويسك (الروسية)